# Français tricolore
Pour les articles homonymes, voir Français (chien).
Le français tricolore est une race de chien d'origine française. C'est un chien de grande taille, bien charpenté, de couleur tricolore (noir, blanc et feu). La race est créée en 1957 à partir de nombreuses races françaises de chiens courants de grande taille. C'est un chien d'ordre utilisé pour la chasse au cerf.

## Histoire
La race est créée en 1957 à partir de poitevin, du billy et de l'anglo-français tricolore. Le grand bleu de Gascogne a peut-être été utilisé pour l'élaboration de la race. Le premier standard est écrit en 1965. La race est rare en dehors de la France métropolitaine.

## Standard
Le français tricolore est un chien courant de grande taille, suffisamment charpenté et musclé. Le dos est soutenu et bien attaché. Profonde et bien descendue, la poitrine atteint au moins la pointe des coudes. Les côtes sont longues et pas trop plates. L'abdomen est très légèrement relevé. La queue est assez longue, portée haut et de façon élégante. Pas trop importante, la tête est assez allongée avec une bosse occipitale et un stop bien marqués. Les grands yeux de couleur brune sont parfois cerclés de noir. Les oreilles sont légèrement tournées et pas trop souples et longue. Le poil est ras et plutôt fin. La robe est tricolore : noir, blanc et feu. La couleur feu est de préférence vive ou cuivrée.

## Caractère
Le standard FCI ne décrit pas de tempérament typique de la race. C'est un chien indépendant, énergique, courageux et assez difficile à dresser (notamment le rappel).

## Utilité

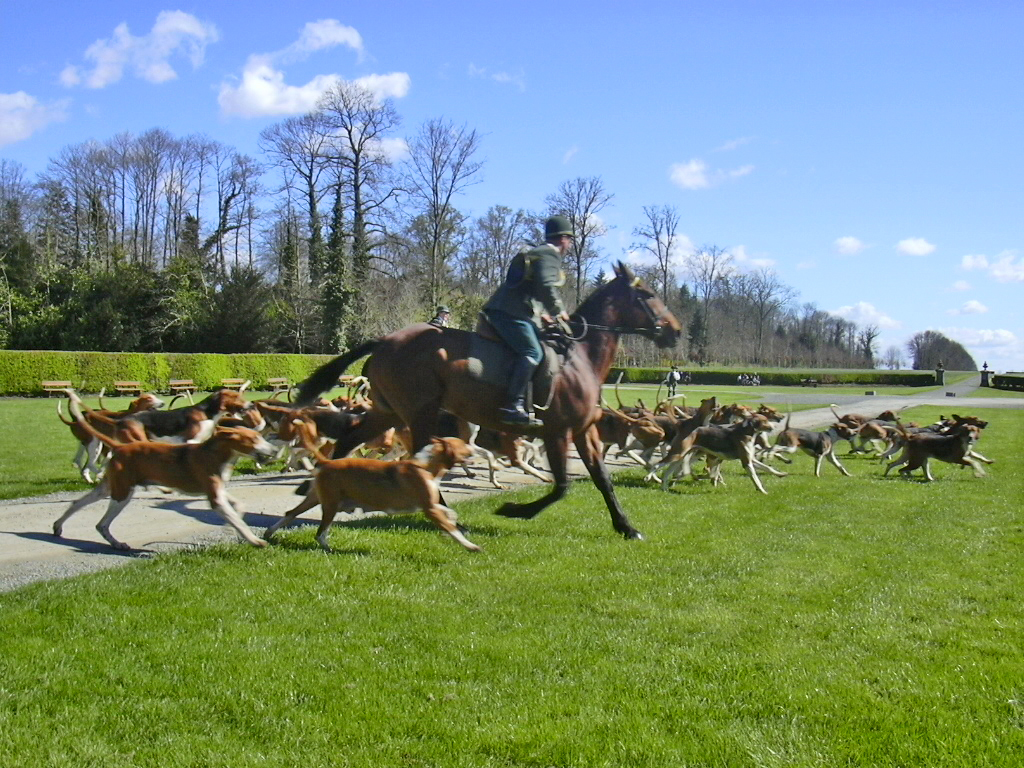
Démonstration de vènerie avec des français tricolores de la meute du château de la Bourbansais.

Le français tricolore est un chien de chasse. Il est utilisé comme chien courant polyvalent pour la chasse en meute pour le gros gibier, notamment au cerf. L'instinct de chasse est très fort, il est très actif, endurant, avec un bon flair, fier et courageux. À la maison, il est calme, patient avec les enfants, mais demande beaucoup d'exercice physique.